# Rajapalayam (Hund)
Der Rajapalayam ist eine nicht von der FCI anerkannte Hunderasse aus Indien.

## Herkunft und Geschichte
Der aus der Umgebung der indischen Stadt Rajapalayam stammende Hund, dessen Ursprung weitgehend im Dunkeln liegt, soll an der Entstehung des modernen Dalmatiners beteiligt gewesen sein. Ursprünglich ein Begleiter der Kolonialbeamten und des indischen Adels ist er heute an der Grenze des Aussterbens. Zum Glück gibt es auch in Indien Enthusiasten, die sich auf die Erhaltung seltener Rassen wie den Rajapalayam, den Combai und den Chippiparai spezialisiert haben.
Als Unterstützung, und um diese seltenen Hunde weiter bekannt zu machen, hat die indische Post Briefmarken herausgebracht, auf dem der Rajapalayam sowie auch der Mudhol Hound, der Rampu Hound und der Bisben, der Himalayaschäferhund zu sehen sind.

## Beschreibung
Der Rajapalayam ist ein weiterer indischer Hund vom Windhundetyp, 65 bis 75 cm groß, mit kurzen, glatthaarigen Fell in vielen Farben. Die am meisten geschätzte Farbe ist Milch, mit rosa Nase und goldenen Augen, aber auch schwarz und Braun werden im Gegensatz zu früher, heute gerne gesehen. Er ähnelt dem Mudhol Hound, ist jedoch etwas kräftiger, da er früher zur Wildschweinjagd eingesetzt wurde. Windhundtypisch ist auch der an ein Vollblutrennpferd erinnernde typische, bevorzugte Gang, ein schwebender Trab.